# Tamaide
Tamaide es uno de los barrios de población que conforman el municipio de San Miguel de Abona, en la isla de Tenerife —Canarias, España—.

## Toponimia
El nombre de la localidad es de procedencia guanche, siendo traducido por algunos autores como 'repleta, colmada' en referencia a la fuente de agua que daría origen a la localidad.

## Características
Se divide en los núcleos de Tamaide y Asomada.
El barrio cuenta con un centro cultural, parques infantiles, un polideportivo, con el campo municipal de fútbol El Mocán, una ermita, una plaza pública y con una sede de Protección Civil.

## Historia
Tamaide es uno de los núcleos originales de San Miguel de Abona. A mediados del siglo xix Pedro de Olive, en su Diccionario estadístico-administrativo de las Islas Canarias, describe el lugar de la siguiente manera:

TAMAIDE. Aldea situada en término jurisdiccional de San Miguel, (...). Dista de la cabeza del distrito municipal 400 metros, y consta de 27 edificios de un piso y 3 de dos habitados constantemente por 39 vecinos 176 almas.
Pedro de Olive, 1865.